# Glochidion calciphilum
Glochidion calciphilum är en emblikaväxtart som beskrevs av Léon Camille Marius Croizat. Glochidion calciphilum ingår i släktet Glochidion och familjen emblikaväxter. Inga underarter finns listade i Catalogue of Life.